# ND2
ND2 (англ. MTND2) – білок, який кодується однойменним геном, який у людей є частиною мітохондріальної ДНК. Довжина поліпептидного ланцюга білка становить 347 амінокислот, а молекулярна маса — 38 961.
| 10         |  | 20         |  | 30         |  | 40         |  | 50         |
| ---------- |  | ---------- |  | ---------- |  | ---------- |  | ---------- |
| MNPLAQPVIY |  | STIFAGTLIT |  | ALSSHWFFTW |  | VGLEMNMLAF |  | IPVLTKKMNP |
| RSTEAAIKYF |  | LTQATASMIL |  | LMAILFNNML |  | SGQWTMTNTT |  | NQYSSLMIMM |
| AMAMKLGMAP |  | FHFWVPEVTQ |  | GTPLTSGLLL |  | LTWQKLAPIS |  | IMYQISPSLN |
| VSLLLTLSIL |  | SIMAGSWGGL |  | NQTQLRKILA |  | YSSITHMGWM |  | MAVLPYNPNM |
| TILNLTIYII |  | LTTTAFLLLN |  | LNSSTTTLLL |  | SRTWNKLTWL |  | TPLIPSTLLS |
| LGGLPPLTGF |  | LPKWAIIEEF |  | TKNNSLIIPT |  | IMATITLLNL |  | YFYLRLIYST |
| SITLLPMSNN |  | VKMKWQFEHT |  | KPTPFLPTLI |  | ALTTLLLPIS |  | PFMLMIL    |

A: Аланін

E: Глутамінова кислота

F: Фенілаланін

G: Гліцин

H: Гістидин

I: Ізолейцин

K: Лізин

L: Лейцин

M: Метіонін

N: Аспарагін

P: Пролін

Q: Глутамін

R: Аргінін

S: Серин

T: Треонін

V: Валін

W: Триптофан

Кодований геном білок за функцією належить до оксидоредуктаз. 
Задіяний у таких біологічних процесах, як транспорт, транспорт електронів, дихальний ланцюг. 
Білок має сайт для зв'язування з НАД, убіхіноном. 
Локалізований у мембрані, мітохондрії, внутрішній мембрані мітохондрії.